# Бисоли (Виченца)
Бисоли је насеље у Италији у округу Виченца, региону Венето.
Према процени из 2011. у насељу је живело 67 становника. Насеље се налази на надморској висини од 157 м.